# Бадальян, Надя Авшаровна
Надя Авшаровна Бадальян (азерб. Nadya Avşarovna Badalyan, арм. Նադյա Ավշարի Բադալյան; 10 мая 1922, Шушинский уезд — ?) — советский азербайджанский хлопковод, Герой Социалистического Труда (1948).

## Биография
Родилась 10 мая 1922 года в селе Цур Шушинского уезда Азербайджанской ССР (ныне село Сор Ходжавендского района Азербайджана).
С 1941 года колхозница, звеньевая, бригадир колхоза имени Шаумяна (бывший имени Верховного Совета СССР) Ждановского района. В 1947 году получила урожай египетского хлопка 61,5 центнера с гектара на площади 5 гектаров.
С 1962 года рабочая Азербайджанской железной дороги.
Указом Президиума Верховного Совета СССР от 10 марта 1948 года за получение в 1947 году высоких урожаев хлопка Бадальян Наде Авшаровне присвоено звание Героя Социалистического Труда с вручением ордена Ленина и золотой медали «Серп и Молот».
Активно участвовала в общественной жизни Азербайджана. Член КПСС с 1947 года.